# Липа
Ли́па (Tilia) — рід дерев родини мальвових. Налічує близько 30 видів. Поширений у зоні помірного клімату в Північній півкулі.

## Основні види
- Липа дрібнолиста (Tilia cordata Mill.)
- Липа широколиста (Tilia platyphyllos Scop.)
- Липа пухнастостовпчикова (Tilia dasystyla)
- Липа американська (Tilia americana L.)
- Липа голендерська[en] (Tilia ×europaea L.)
- Липа японська[en] (Tilia japonica (Miq.) Simonk.)
- Липа кримська (Tilia ×euchlora K. Koch)
- Липа монгольська[en] (Tilia mongolica Maxim.)
- Липа амурська (Tilia amurensis)
- Липа срібляста (Tilia tomentosa Moench)

## Значення та застосування
Липи живуть довго: у середньому до 300—400 років, а окремі особини доживають до 1 200 років. Липа служить джерелом лікарської сировини, з давніх пір використовується в народній медицині.
Липа росте в лісах, садах, на міських бульварах і в парках. Культивується як декоративна і озеленювальна рослина. Найпоширеніший вид — липа дрібнолиста. Липа особливо гарна влітку, під час цвітіння, коли дерево зверху донизу вкрите запашними жовтуватими квітками з ніжним ароматом, зібраними в напівпарасольки, з великими, як крило бабки, при-квітками.
Серед лісових дерев липа виділяється густою кроною. Для неї характерний могутній стовбур, що досягає в діаметрі 2–3, а іноді навіть 5 метрів.
Зацвітає липа в природних умовах на 20-му році життя, а в насадженнях — тільки після 30 років. Цвіте майже щорічно і дуже рясно в червні — липні. Цвітіння триває 10–15 днів. У той час, коли цвіте липа, в повітрі струмує дивно тонкий, ніжний солодкуватий аромат, який відчувається далеко за межами липових садів і парків.
Липа дрібнолиста — лікарська, медоносна, харчова і технічна рослина. У науковій медицині як лікарську сировину використовують лише квітки липи — липовий цвіт, а в народній — практично всі частини рослини. У промислових масштабах заготівлю лікарської сировини здійснюють в зазвичай під час рубки липових лісів, коли дерево досягне 90-річного віку. В цей час з дерева можна отримати максимальну кількість сировини.